# ناوكو تاكاهاشي
ناوكو تاكاهاشي (باليابانية: 高橋尚子 ) (و. 1972  م) هي عداءة مراثونية، وعداءة المسافات الطويلة، ومنافسة ألعاب القوى يابانية، ولدت في غيفو، غيفو، شاركت في الألعاب الأولمبية الصيفية 2000.

## التعليم
تعلمت في Osaka Gakuin University ‏.

## جوائز
حصلت على جوائز منها:
- People's Honour Award [الإنجليزية]‏ (30 أكتوبر 2000).

## روابط خارجية
- ناوكو تاكاهاشي على موقع الاتحاد الدولي لألعاب القوى (الإنجليزية)
- ناوكو تاكاهاشي على موقع اللجنة الأولمبية الدولية (الإنجليزية)
- ناوكو تاكاهاشي على موقع أوليمبيديا (الإنجليزية)